# Avon Championships of Dallas 1982
L'Avon Championships of Dallas 1982 è stato un torneo di tennis giocato sul sintetico indoor. È stata l'11ª edizione del torneo, che fa parte del WTA Tour 1982. Si è giocato al Moody Coliseum di Dallas negli USA dall'8 al 14 marzo 1982.

## Campionesse

### Singolare
Martina Navrátilová ha battuto in finale  Mima Jaušovec con il punteggio di 6–3, 6–2

### Doppio
Martina Navrátilová /  Pam Shriver hanno battuto in finale  Billie Jean King /  Ilana Kloss con il punteggio di 6–4, 6–4